# Adolfo Gnecco
Adolfo Giacinto Arturo Gnecco (Genova, 19 aprile 1891 – Zagorje, 26 ottobre 1915) è stato un calciatore italiano.

## Carriera
Cresciuto nel Fiorente, dopo una stagione tra le riserve dell'Andrea Doria giocò con il Liguria per due anni.
Con i biancoverdi ottenne la promozione in massima serie al termine del campionato 1912-1913.
L'apice della sua carriera lo raggiunse con il trasferimento al Genoa, club con il quale vinse lo scudetto del 1915, benché il campionato venisse interrotto a causa dell'intervento dell'Italia nella prima guerra mondiale.
Gnecco, però, non venne mai a conoscenza della vittoria: caporale del 37º reggimento di fanteria morì a Zagorje per ferite riportate in combattimento, paese nei pressi di Monte Santo, sul fronte orientale italiano, nel 1915, mentre il trofeo venne assegnato solo nel 1921 per delibera della FIGC.
Il suo esordio in rossoblù è datato 4 ottobre 1914, nella vittoria esterna per sedici a zero contro l'Acqui.

## Palmarès

### Club

#### Competizioni nazionali
- Campionato italiano: 1

Genoa: 1914-1915